# Karel I. Gonzaga
Karel I. Gonzaga (6. května 1580 – 22. září 1637) byl od roku 1627 mantovským a montferratským vévodou. Byl také vévodou z Rethelu a Nevers.

## Život
Narodil se v Paříži jako syn Ludvíka Gonzagy a Henrietty Klévské. V roce 1600, jako vévoda z Rethelu, v Nevers založil Řád žluté stuhy, který král brzy zakázal, kvůli jeho zvláštnímu charakteru. V roce 1606 se rozhodl založit Charleville a knížectví Arches.
V roce 1612 si Karel, jako potomek byzantského císaře Andronika II., kterým byl přes svou babičku Markétu (ta pocházela z linie Theodora I., Andronikova syna), nárokoval konstantinopolský trůn. Konstantinopol byla tou dobou hlavním městem Osmanské říše. Karel začal spolupracovat s řeckými povstalci, včetně maniotských Řeků, kteří ho oslovovali jako „král Konstantin Palailogos“. Když se o tom dozvěděly osmanské orgány, poslaly armádu 20 000 mužů 70 lodí k napadení Mani. Následovalo pustošení Mani a uvalení daní na Manioty. Karel poslal vyslance k evropským dvorům, kde hledal podporu. V roce 1619 zrekrutoval šest lodí a asi pět tisíc mužů, ale byl nucen ukončit misi, protože začala třicetiletá válka.
Po smrti posledního legitimního mužského dědice mantovské linie rodu Gonzaga, Vincenza II. roku 1627, zdědil titul prostřednictvím dohody Karel. Jeho syn se oženil s Marií Gonzagovou, dcerou dřívějšího vévody Františka IV. Nicméně jeho následnictví pobídlo nepřátelství Karla Emanuela I. Savojského, který se zaměřil na gonzagovské Monferrato, a především Španělska a Svaté říše římské, kteří neměli rádi frankofilského vládce Mantovy. To vedlo k válce o dědictví mantovské. V roce 1629 poslal císař Ferdinand II. armádu Lancknechtů k obléhání Mantovy. Karel odešel bez slíbené podpory Ludvíka XIII. Obléhání trvalo až do roku 1630, kdy bylo město, již zasaženo morem, surově vypleněno. Mantova se z této pohromy nikdy nezotavila.[zdroj⁠?!]
Následné diplomatické manévry umožnily Karlovi, který uprchl do papežského státu, roku 1631 návrat do vévodství. Nešlo to však bez ústupků Savojským. Situace Mantovy byla dramatická, ale Karel byl v následujících letech schopen nějaké hospodářské obnovy. Karel zemřel v roce 1637. Nástupcem se stal jeho vnuk Karel II. Gonzaga, který byl zpočátku pod regentstvím Marie Gongzagové, snachy Karla I.

## Potomci
- 1. František Gonzaga (17. 6. 1606 Charleville-Mézières – 13. 10. 1622 tamtéž), vévoda z Rethelu[1]
- 2. Karel Gonzaga (22. 10. 1609 – 30. 8. 1631 Cavriana), vévoda z Mayenne od roku 1621 až do své smrti a vévoda z Nevers a Rethelu (spolu se svým otcem)[2]
⚭ 1627 Marie Gonzagová (29. 7. 1609 Mantova – 14. 8. 1660 tamtéž)[3]
- 3. Ferdinand Gonzaga (1610 – 25. 5. 1632 Charleville-Mézières), vévoda z Mayenne, svobodný a bezdětný[4]

- 4. Ludovika Marie Gonzagová (18. 8. 1611 Nevers – 10. 5. 1667 Varšava)[5]
I. ⚭ 1646 Vladislav IV. Vasa (9. 6. 1595 Krakov – 20. 5. 1648 Merkinė), polský král, velkokníže litevský a moskevský od roku 1632 až do své smrti, v letech 1610–1613 zvolený ruský car, do roku 1634 titulární ruský car[6]
II. ⚭ 1649 Jan II. Kazimír Vasa (22. 3. 1609 Krakov – 16. 12. 1672 Nevers), polský král v letech 1648–1668[7]
- 5. Benedetta Gonzaga (1614 – 30. 9. 1637), abatyše v Avenay[8]
- 6. Anna Gonzagová (1616 Paříž – 6. 7. 1684 tamtéž)[9]
⚭ 1645 Eduard Falcký (5. 10. 1625 Haag – 13. 3. 1663 Paříž)[10]

## Vývod z předků
|                  |                         |  |                    |                              |  |  |  |  |  |  |  | Federico I. Gonzaga |
|                  |                         |  |                    |                              |  |  |  |  |  |  |  |                     |
|                  | František II. Gonzaga   |  |                    |                              |  |  |  |  |  |  |  |                     |
|                  |                         |  |                    |                              |  |  |  |  |  |  |  |                     |
|                  |                         |  |                    | Markéta Bavorská             |  |  |  |  |  |  |  |                     |
|                  |                         |  |                    |                              |  |  |  |  |  |  |  |                     |
|                  | Federico II. Gonzaga    |  |                    |                              |  |  |  |  |  |  |  |                     |
|                  |                         |  |                    |                              |  |  |  |  |  |  |  |                     |
|                  |                         |  |                    | Herkules I. Estenský         |  |  |  |  |  |  |  |                     |
|                  |                         |  |                    |                              |  |  |  |  |  |  |  |                     |
|                  | Isabella d'Este         |  |                    |                              |  |  |  |  |  |  |  |                     |
|                  |                         |  |                    |                              |  |  |  |  |  |  |  |                     |
|                  |                         |  |                    | Eleonora Neapolská           |  |  |  |  |  |  |  |                     |
|                  |                         |  |                    |                              |  |  |  |  |  |  |  |                     |
|                  | Ludvík Gonzaga          |  |                    |                              |  |  |  |  |  |  |  |                     |
|                  |                         |  |                    |                              |  |  |  |  |  |  |  |                     |
|                  |                         |  |                    | Bonifácio III. z Montferratu |  |  |  |  |  |  |  |                     |
|                  |                         |  |                    |                              |  |  |  |  |  |  |  |                     |
|                  | Vilém IX. z Montferratu |  |                    |                              |  |  |  |  |  |  |  |                     |
|                  |                         |  |                    |                              |  |  |  |  |  |  |  |                     |
|                  |                         |  |                    | Maria Brankovićová           |  |  |  |  |  |  |  |                     |
|                  |                         |  |                    |                              |  |  |  |  |  |  |  |                     |
|                  | Markéta Palaiologa      |  |                    |                              |  |  |  |  |  |  |  |                     |
|                  |                         |  |                    |                              |  |  |  |  |  |  |  |                     |
|                  |                         |  |                    | René z Alençonu              |  |  |  |  |  |  |  |                     |
|                  |                         |  |                    |                              |  |  |  |  |  |  |  |                     |
|                  | Anna z Alençonu         |  |                    |                              |  |  |  |  |  |  |  |                     |
|                  |                         |  |                    |                              |  |  |  |  |  |  |  |                     |
|                  |                         |  |                    | Markéta Lotrinská            |  |  |  |  |  |  |  |                     |
|                  |                         |  |                    |                              |  |  |  |  |  |  |  |                     |
| Karel I. Gonzaga |                         |  |                    |                              |  |  |  |  |  |  |  |                     |
|                  |                         |  |                    |                              |  |  |  |  |  |  |  |                     |
|                  |                         |  | Engelbert z Nevers |                              |  |  |  |  |  |  |  |                     |
|                  |                         |  |                    |                              |  |  |  |  |  |  |  |                     |
|                  | Karel II. Klevský       |  |                    |                              |  |  |  |  |  |  |  |                     |
|                  |                         |  |                    |                              |  |  |  |  |  |  |  |                     |
|                  |                         |  |                    | Šarlota Bourbonská           |  |  |  |  |  |  |  |                     |
|                  |                         |  |                    |                              |  |  |  |  |  |  |  |                     |
|                  | František I. z Nevers   |  |                    |                              |  |  |  |  |  |  |  |                     |
|                  |                         |  |                    |                              |  |  |  |  |  |  |  |                     |
|                  |                         |  |                    | Jan d'Albret                 |  |  |  |  |  |  |  |                     |
|                  |                         |  |                    |                              |  |  |  |  |  |  |  |                     |
|                  | Marie d'Albret          |  |                    |                              |  |  |  |  |  |  |  |                     |
|                  |                         |  |                    |                              |  |  |  |  |  |  |  |                     |
|                  |                         |  |                    | Šarlota z Nevers             |  |  |  |  |  |  |  |                     |
|                  |                         |  |                    |                              |  |  |  |  |  |  |  |                     |
|                  | Henrietta Klevská       |  |                    |                              |  |  |  |  |  |  |  |                     |
|                  |                         |  |                    |                              |  |  |  |  |  |  |  |                     |
|                  |                         |  |                    | František Bourbonský         |  |  |  |  |  |  |  |                     |
|                  |                         |  |                    |                              |  |  |  |  |  |  |  |                     |
|                  | Karel Bourbonský        |  |                    |                              |  |  |  |  |  |  |  |                     |
|                  |                         |  |                    |                              |  |  |  |  |  |  |  |                     |
|                  |                         |  |                    | Marie Lucemburská            |  |  |  |  |  |  |  |                     |
|                  |                         |  |                    |                              |  |  |  |  |  |  |  |                     |
|                  | Markéta Bourbonská      |  |                    |                              |  |  |  |  |  |  |  |                     |
|                  |                         |  |                    |                              |  |  |  |  |  |  |  |                     |
|                  |                         |  |                    | René z Alençonu              |  |  |  |  |  |  |  |                     |
|                  |                         |  |                    |                              |  |  |  |  |  |  |  |                     |
|                  | Františka z Alençonu    |  |                    |                              |  |  |  |  |  |  |  |                     |
|                  |                         |  |                    |                              |  |  |  |  |  |  |  |                     |
|                  |                         |  |                    | Markéta Lotrinská            |  |  |  |  |  |  |  |                     |
|                  |                         |  |                    |                              |  |  |  |  |  |  |  |                     |